# Jan Karel Jacob de Jonge
Jhr. mr. Jan Karel Jacob de Jonge ('s Gravenhage, 17 juni 1828 – aldaar, 15 maart 1880) was directeur van het Mauritshuis, griffier van de Eerste Kamer der Staten-Generaal, tekenaar en etser.

## Loopbaan
De Jonge werd in 1828 in Den Haag geboren als zoon van Johannes Cornelis de Jonge, substituut-archivaris van het rijk, en Henriëtte Philippina Jacoba van Kretschmar. Hij studeerde Romeins en hedendaags recht in Leiden, waar hij op 11 september 1847 als student werd ingeschreven. Hij promoveerde in 1852 op een proefschrift "Geschiedenis van de diplomatie gedurende den Oostenrijkschen successie-oorlog en het congres van Aken 1740-48". Van 1852 tot 1854 was hij advocaat te 's-Gravenhage. Van 1854 tot 1866 was hij ambtenaar bij het Rijksarchief. Vervolgens was hij van 1858 tot 1877 commies-griffier bij de Eerste Kamer der Staten-Generaal, een functie die hij van 1866 tot 1877 combineerde met de functie van adjunct-rijksarchivaris. Vanaf 1875 was hij directeur van het Koninklijk Kabinet van Schilderijen, het Mauritshuis. In 1877 benoemde de Eerste Kamer hem tot griffier, een functie die hij door zijn vroegtijdig overlijden in 1880 slechts twee en een half jaar vervulde.
De Jonge had ook naam als historisch publicist, etser, graveur en tekenaar. Werk van De Jonge bevindt zich in het  Rijksmuseum Amsterdam. Hij was van 1873-1875 voorzitter van de raad van bestuur van de Koninklijke Academie van Beeldende Kunsten in Den Haag.

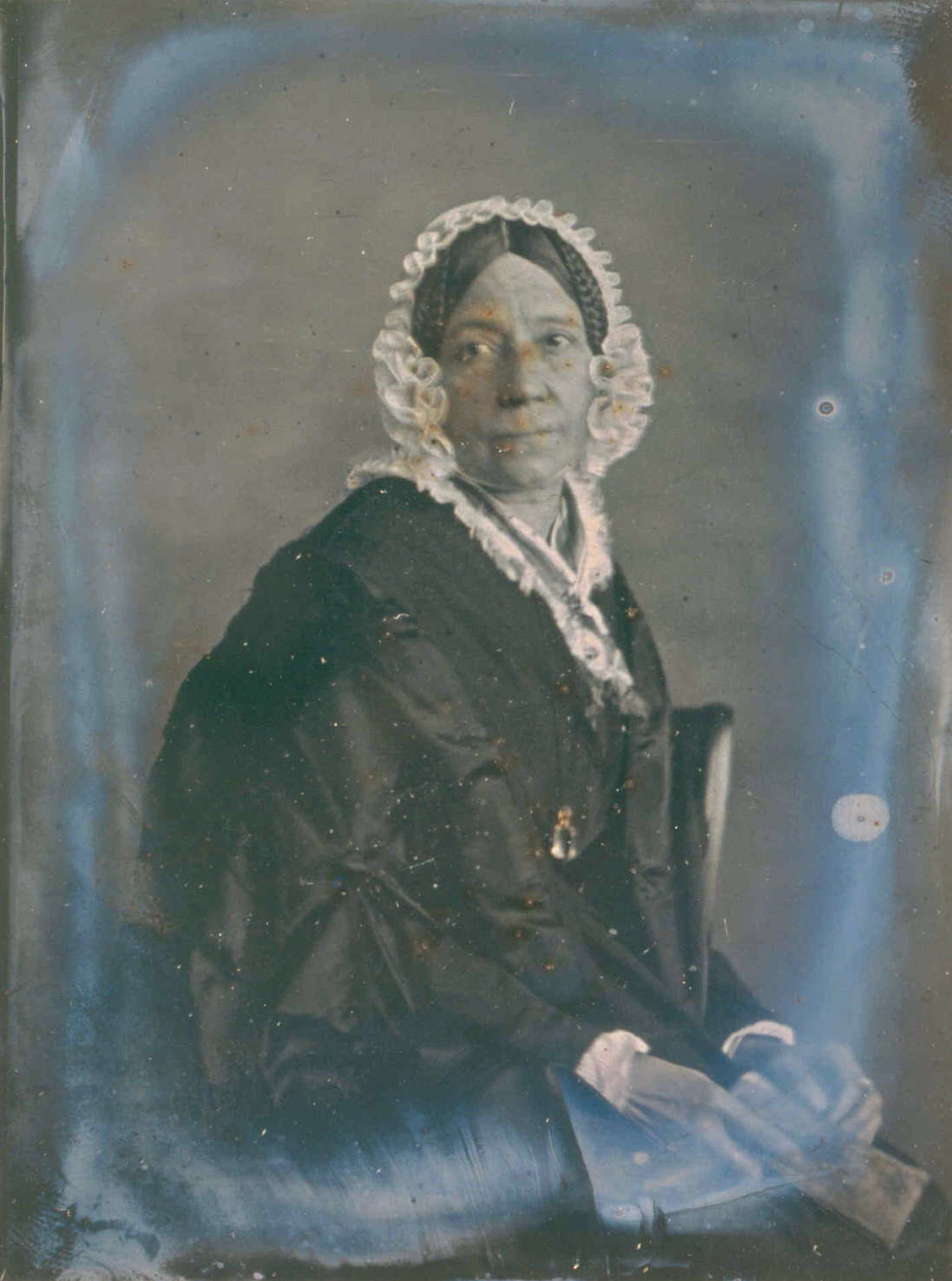
Portret van Hendrietta Philipina Jacoba de Jonge-van Kretschmar, zijn moeder, door een anonieme kunstenaar.

De Jonge trouwde op 28 april 1858 te Den Haag met Maria Johanna de la Bassecour Caan, telg uit het geslacht Caan. Zij overleed in 1859. Uit hun huwelijk werd een zoon - Hendrik Johannes Cornelis - geboren. Deze zoon zou later door zijn vader worden opgeleid tot tekenaar en etser. Hij hertrouwde op 4 oktober 1866 te Den Haag met Elisabeth Adriana de Kock. Uit dit huwelijk werden acht kinderen geboren. Hij was ridder in de Orde van de Nederlandse Leeuw.

## Bibliografie

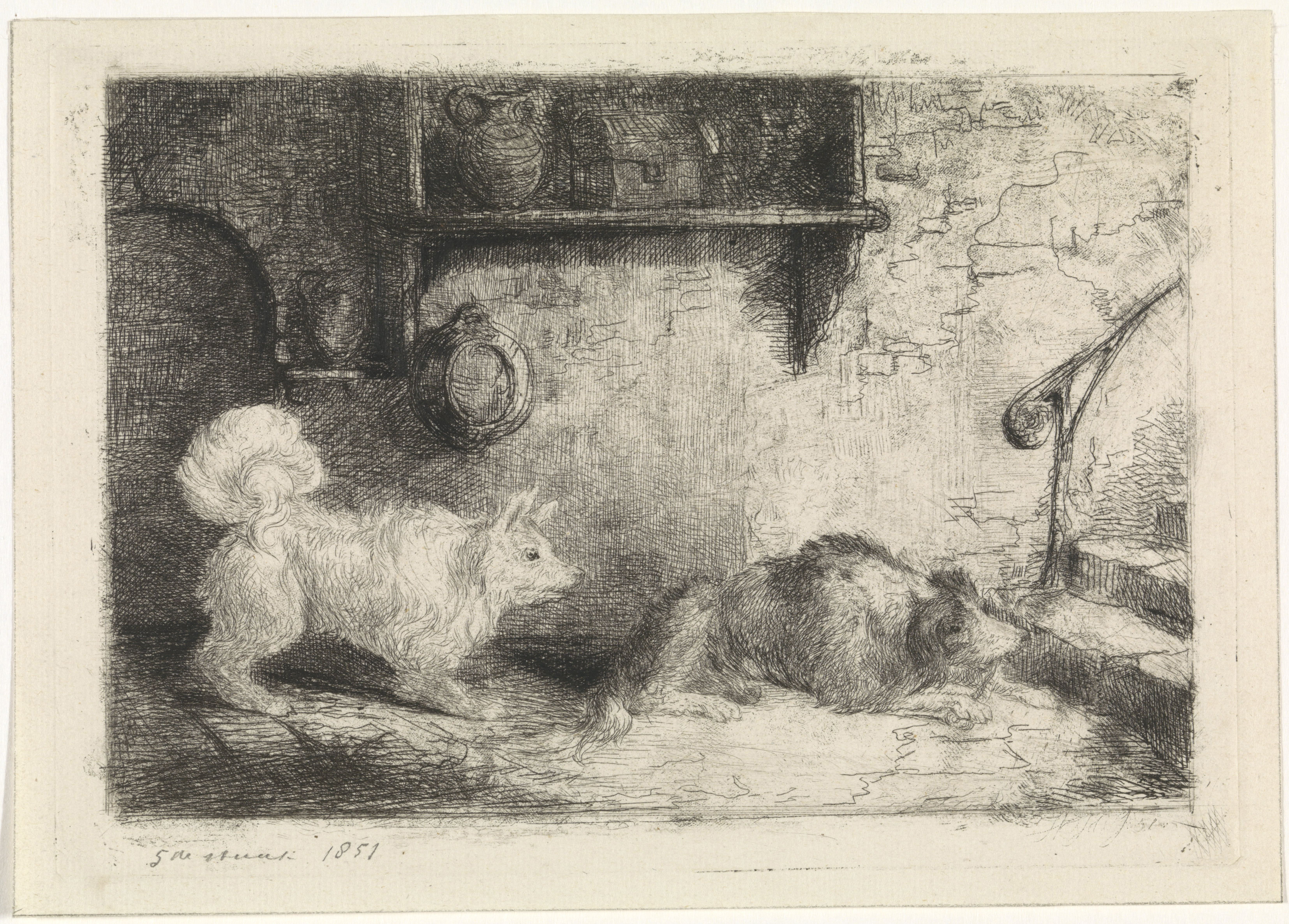
Twee honden - prent (1851)
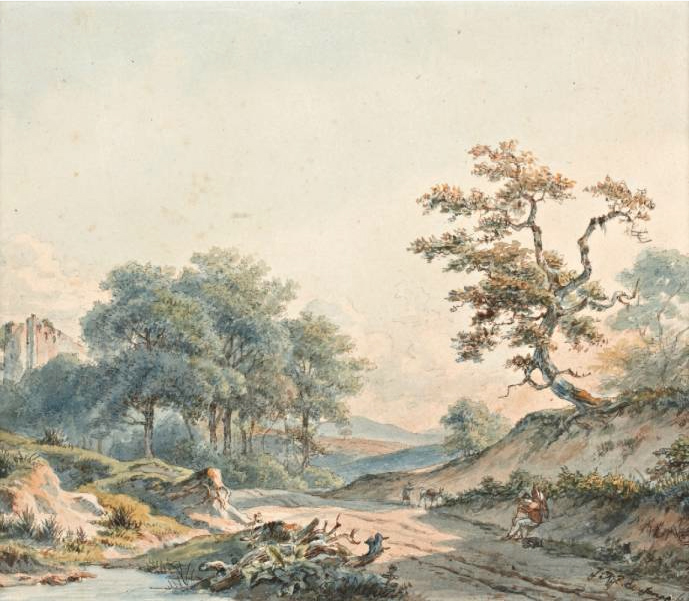
Rustende marskramer - aquarel